# Удело

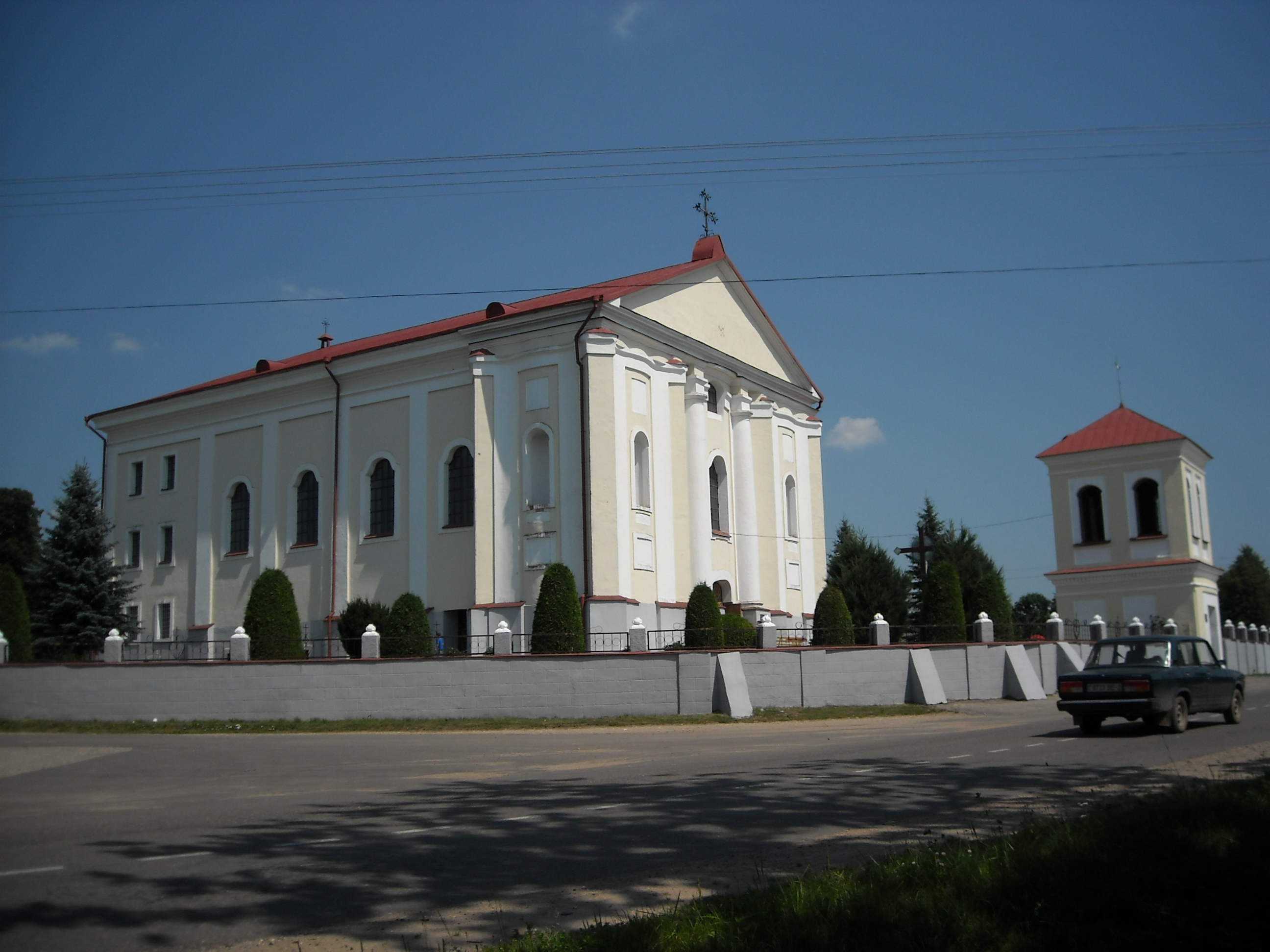
Католический храм Непорочного Зачатия Пресвятой Девы Марии

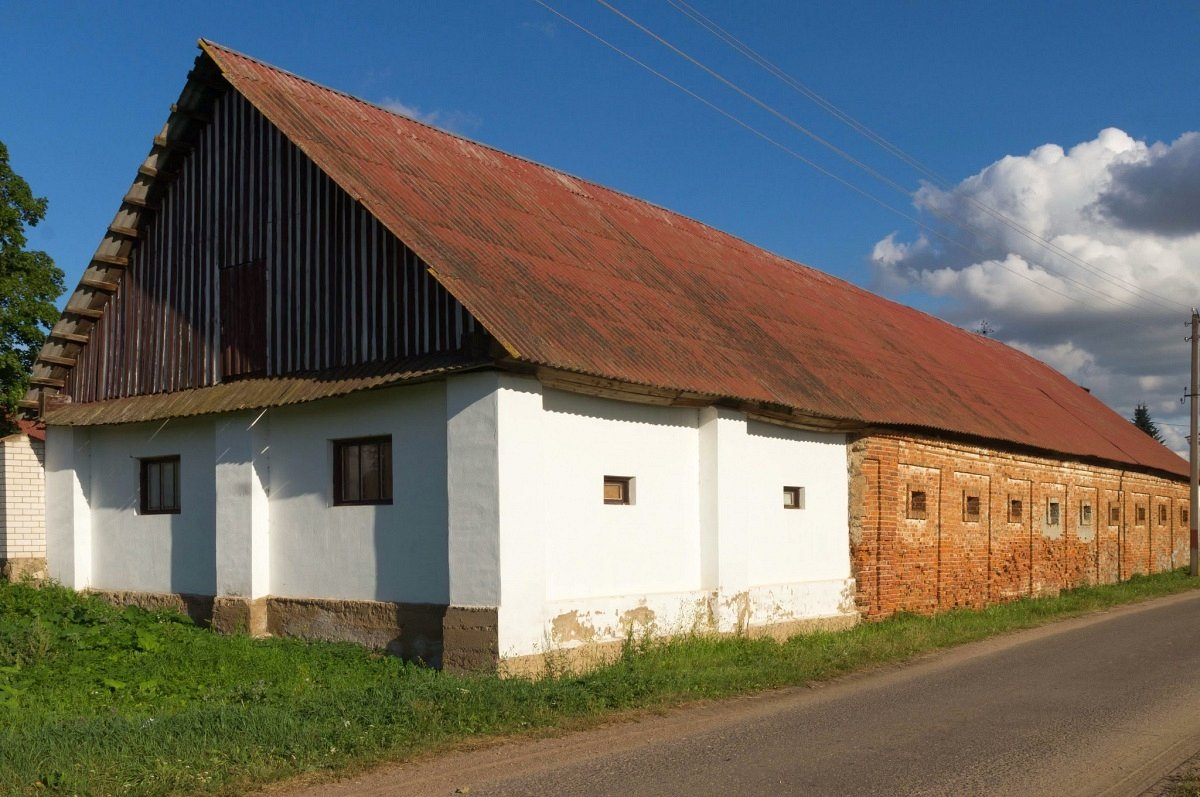
Хозяйственный корпус бывшего монастыря

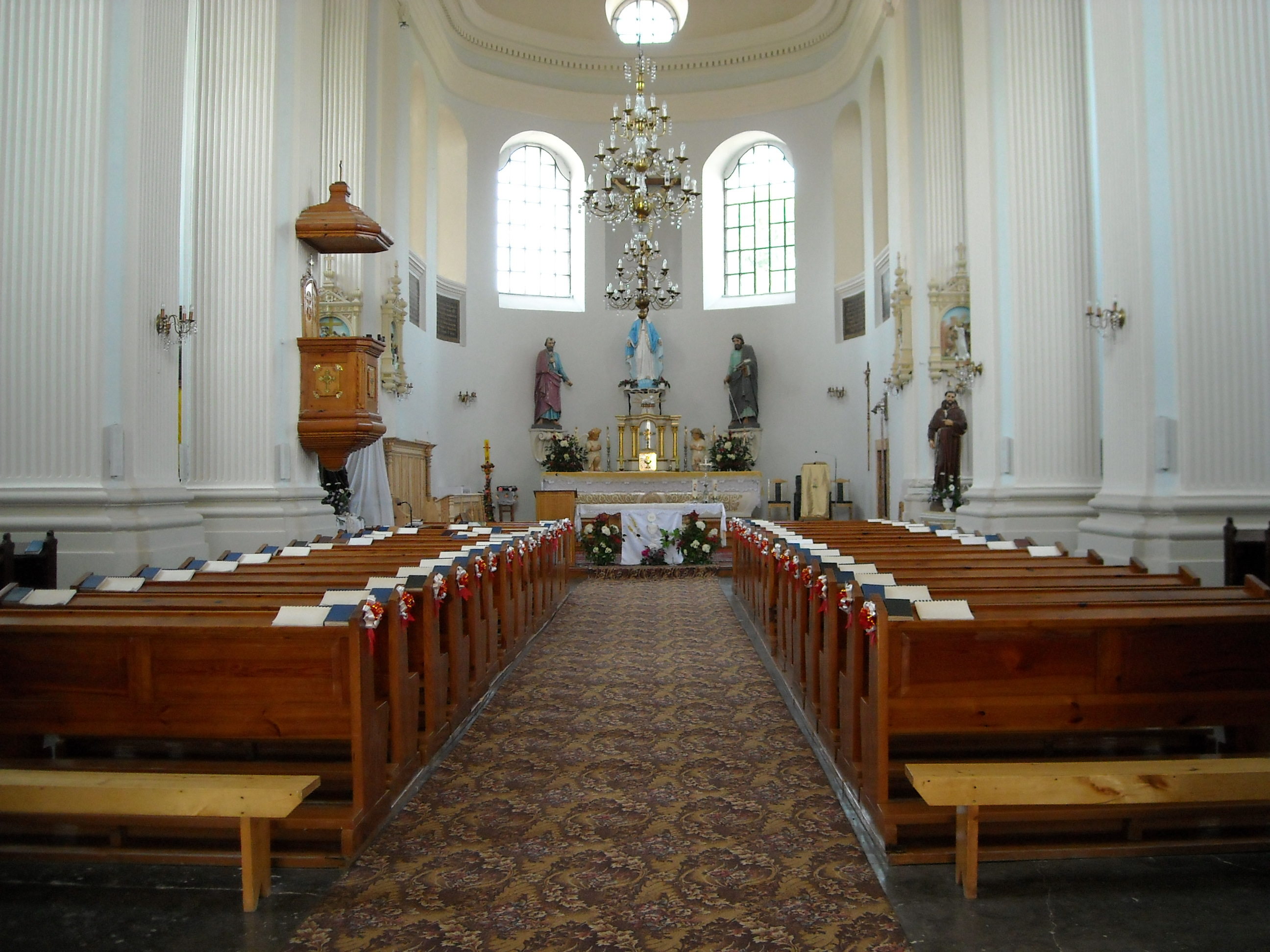
Интерьер храма

Удело (бел. Удзела) — агрогородок в Глубокском районе Витебской области Беларуси. Административный центр Уделовского сельсовета. Население — 441 человек (2019).

## География
Село находится в 11 км к северо-западу от райцентра, города Глубокое. Через село проходит автодорога Мосар-Мерецкие, которая связывает Удело с автомагистралью Р3 на участке Шарковщина — Глубокое. Ближайшая ж/д станция в Глубоком. По западной окраине села протекает река Берёзовка, отделяя Удело от соседней деревни Лозичи.

## История
В 1642 году мстиславский воевода Юзеф Корсак основал в Удело монастырь францисканцев и построил при нём деревянный католический храм. Каменный костел на месте деревянного строился с 1766 по 1791 год, когда новый храм был освящён во имя Непорочного Зачатия Девы Марии.
В 1793 году в результате второго раздела Речи Посполитой Удело вошла в состав Российской империи, где принадлежало Дисненскому уезду Минской губернии.
Строительство монастырских корпусов было завершено в 1805 году, но уже в 1809 году монастырский комплекс пострадал от пожара. В 1837 году здание костела было перестроено в стиле позднего классицизма, в частности главный фасад был увенчан треугольным фронтоном и лишён боковых башен. Интерьер храма также был переделан в классицистическом стиле.
В 1851 году францисканский монастырь был закрыт властями, а монастырский храм стал обычным приходским костелом.
После Советско-польской войны Удело оказалось в составе межвоенной Польской Республики. С 1939 года — в составе БССР. Католический храм был закрыт с 1949 по 1988 год, в 1988 году возвращён церкви. C 2000 года вновь находится под управлением францисканцев.

## Достопримечательности
- Францисканский монастырь
  - Католический храм Непорочного Зачатия Пресвятой Девы Марии. Построен в конце XVIII века, перестроен в стиле классицизм в 1832 году —  Историко-культурная ценность Республики Беларусь, шифр 212Г000417
  - Колокольня. Построена во второй половине XIX века. Колокольня отдельно стоящая, двухъярусная, квадратная в плане.
  - Жилой корпус бывшего монастыря (1805).
  - Хозяйственные постройки бывшего монастыря. В одном из них экспонируется традиционная белорусская «батлейка» (рожденственский вертеп).